# Погост (Березинський район)
Погост (біл. вёска Пагаст) — село в складі Березинського району Мінської області, Білорусь. Село є адміністративним центром Погостівської сільської ради, розташоване в східній частині області.